# ことしの牡丹はよいぼたん
『ことしの牡丹はよいぼたん』（ことしのぼたんはよいぼたん）は、フジテレビ系列の『金曜劇場』枠で1983年10月14日から同年12月2日まで放送されたテレビドラマ。落語家の初代林家三平の晩年の姿を、三平の妻である海老名香葉子が綴ったエッセイを原作にしている。

## 概要
病魔に襲われた林家三平（穂積隆信）の一家あげてのリハビリから復帰、そして死までを妻・香葉子（池内淳子）の目線から辿ったドキュメンタリードラマ。

## キャスト
- 海老名香葉子：池内淳子
- 三平：穂積隆信
- みどり：秋野暢子
- 泰葉：白石まるみ
- 泰孝：尾美としのり
- 泰助：吉田紀人
- 芳村隆太：宅麻伸
- とん平：左とん平
- ペー平：湯原昌幸
- なん平：光石研
- 貞ちゃん：神保共子
- 海老名歌：沢村貞子

## スタッフ
- 原作：海老名香葉子「ことしの牡丹はよいぼたん」
- 脚本：岡本克己
- 音楽：菊池俊輔
- 演出：小林俊一

## 主題歌
「あの空の向こうに」
作詞・作曲・編曲・歌　泰葉
ストリングスアレンジ　矢野立美

### 解説
この曲は、林家三平の次女である泰葉がこのドラマのために書き下ろしたもので、実際に亡き父を思って制作した。
なお、番組オリジナルであるために、レコード化やCD化は、されていない。。
| フジテレビ系 金曜劇場 | フジテレビ系 金曜劇場    | フジテレビ系 金曜劇場 |
| 前番組                | 番組名                   | 次番組                |
| --------------------- | ------------------------ | --------------------- |
| 熱帯夜                | ことしの牡丹はよいぼたん | 冬化粧の女たち        |